# Data rhabdochlaena
Data rhabdochlaena är en fjärilsart som beskrevs av Alfred Ernest Wileman och Reginald James West 1929.
Data rhabdochlaena ingår i släktet Data och familjen nattflyn. Inga underarter finns listade i Catalogue of Life.